# Mo’ Wax
Mo’Wax — английский рекорд-лейбл, основанный в марте 1992 Джеймсом Лавеллем. Выпускает музыку, которую относят к стилям трип-хоп и хип-хоп.
Среди артистов, которые издавались на лейбле: Tricky, Rob Dougan, DJ Shadow, DJ Krush, Andrea Parker, Luke Vibert, Air, Dr. Octagon, Attica Blues, Money Mark, Malcom Catto, Nigo, David Axelrod, South, Blackalicious и собственный проект Джеймса, UNKLE.